# Meżowa
Meżowa (ukr. Межова) – osiedle typu miejskiego w obwodzie dniepropetrowskim Ukrainy, siedziba władz rejonu meżowskiego.

## Historia
Pierwsza wzmianka o osadzie pochodzi z 1860, status osiedla typu miejskiego od 1956.
Osiedle liczy 7380 osób.